# Synagogue de la Tempelgasse (1858-1938)

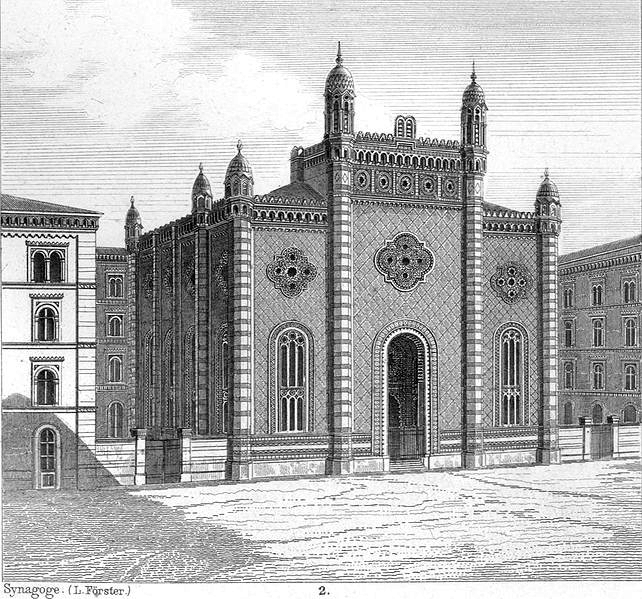
La synagogue avant 1879.

La synagogue de la Tempelgasse, aussi dénommée temple du quartier Leopolstadt (en allemand Leopoldstädter Tempel), se situait au 2 de la Tempelgasse (ruelle du Temple), dans le quartier Leopoldstadt de Vienne (Autriche). Construite entre 1854 et 1858, elle contenait 2 240 places et fut détruite en 1938 par les nazis lors de la nuit de Cristal, comme quatre-vingt autres lieux de culte juifs de Vienne.  

## Historique
La synagogue de la Tempelgasse est érigée selon les plans de l'architecte Ludwig Förster entre 1854 et 1858. La consécration se déroule le 15 juillet 1858, avec un discours d'Adolf Jellinek (en), le premier rabbin de la synagogue, de tendance libérale. Le premier chantre est J. Goldstein. À partir de 1867, officie également Moritz Güdemann, de tendance conservatrice, puis à partir de 1894, Adolf Schmiedl dont les sermons jouissent d'une très forte popularité. Comme autres rabbins, on peut citer Elieser David de Düsseldorf,  Max Grünwald à partir de 1913 et Israel Taglicht à compter de 1932. 
Déjà en 1898 a lieu une première restauration générale de la synagogue, et principalement de l'intérieur dont on refait la décoration en ajoutant des motifs en stuc multicolores. En 1905, d'autres travaux d'adaptation se déroulent principalement sur la façade côté rue et sur la cour. 
Le 17 août 1917, pendant la Première Guerre mondiale, lors d'un office organisé par des soldats juifs en l'honneur de l'anniversaire de l'empereur Charles Ier, un feu se déclare qui embrase rapidement l'ensemble de la synagogue. Celle-ci est très sévèrement endommagée et sa restauration complète dure jusqu'en 1921.  
Lors de la nuit de Cristal, dans la nuit du 9 au 10 novembre 1938, la partie centrale de la synagogue est totalement détruite par les nazis. Seules restent debout les deux ailes latérales. La bibliothèque du séminaire rabbinique, hébergée dans une des ailes latérales a pu être en grande partie sauvée en 1943, grâce à l'initiative courageuse de l'étudiant catholique Kurt Schubert (1923-2007), qui deviendra par la suite doyen de l'Institut d'Études juives de Vienne. La collection se trouve aujourd'hui à Jérusalem. 
En 1951, l'aile sud de la synagogue, très sérieusement endommagée, est détruite et à sa place est construit un immeuble d'habitations (Desider-Friedmann-Hof). L'aile nord, la seule partie restante de la synagogue d'origine, est toujours utilisée par la communauté juive de Vienne comme lieu de prière. À côté se trouve un Talmud-Tora d'Agudas Israel. Quant à la partie centrale, elle a été remplacée récemment par des logements ainsi que par le centre médico-social "Esra" qui depuis 1994 sert de centre de traitement et de consultation pour les survivants de la Shoah et leurs descendants. En outre, l'association s'occupe de la prise en charge des immigrants juifs et fonctionne comme centre psychosocial pour la population juive de Vienne.

## Architecture

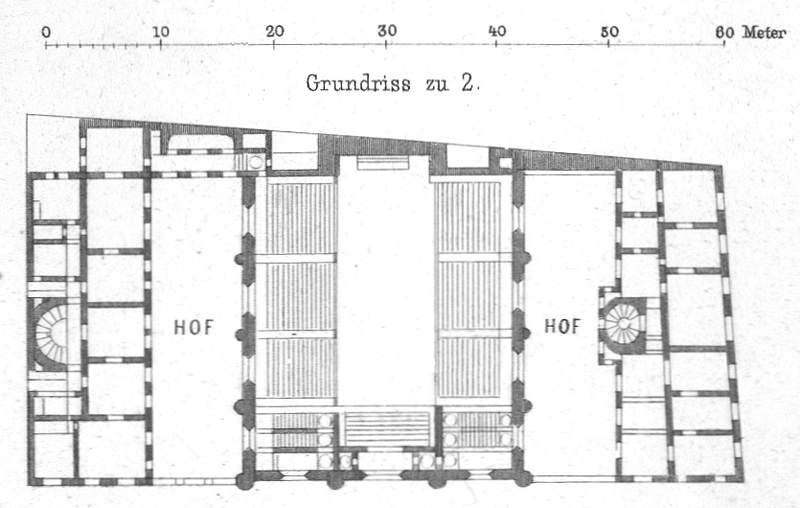
Plan de la synagogue, montrant le bâtiment central et les deux bâtiments latéraux séparés par les cours (Hof).

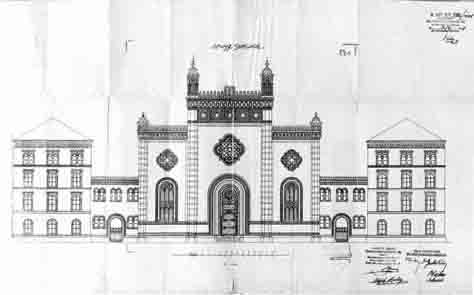
Plan d'architecte de la façade vue de la Tempelgasse.

La synagogue est composée de trois parties, le bâtiment central avec des éléments inspirés des styles mauresque, égyptien et arabe, abritant le lieu de prière et deux bâtiments latéraux relativement étroits, de forme rectangulaire et de style plus classique,  séparés du bâtiment central par des cours intérieures et servant aux besoins de la communauté. L'ensemble forme un mélange harmonieux de classicisme historique dominant au milieu du XIXe siècle à Vienne, et d'historicisme romantique. Le bâtiment central possède une façade en trois parties avec la partie centrale plus élevée. Cette architecture que l'on retrouve dans plusieurs autres synagogues construites par Förster ou influencées par lui, est censée s'inspirer du Temple de Jérusalem.  
Förster accentue le style oriental en ajoutant un certain nombre de tours élancées, sur la façade ainsi que sur les côtés du bâtiment, séparées par une corniche avec des créneaux orientaux. Des ouvertures semblables aux médaillons de style islamique, remplacent la traditionnelle rosace que l'on trouve dans les églises. La façade est décorée de briques en terre cuite de couleur rouge et jaune. À l'intérieur, de nombreuses arches lobées et des motifs polychromatiques amplifient l'aspect oriental.  
Pour accéder à la grande salle de prière de 2 240 places assises et 1 500 places debout, la plus importante de Vienne, on passe tout d'abord sous un porche élevé puis par un vestibule. La salle de prière comprend une nef centrale et deux nefs latérales ou bas-côtés, surmontées des galeries pour les femmes, séparées de la nef centrale par de hauts arcs en plein cintre. La décoration intérieure très élaborée se compose de carreaux de stuc, de mosaïques, de maçonneries et de magnifiques fenêtres à vitraux. 
Le bâtiment côté nord contient le mikvé (bain rituel), un local de réunion et quelques logements, tandis que celui côté sud se compose de plusieurs appartements réservés au personnel communautaire.

## Mémorial
Une plaque commémorative a été placée sur le site de la synagogue dans les années 1990 avec un texte en hébreu et en allemand:
« 
Ici se trouvait la synagogue du quartier Leopoldstadt, construite en 1858 par l'architecte Leopold Förster en style mauresque, et détruite jusqu'aux murs de fondation, le 10 novembre 1938, dans la ci dénommée Nuit de Cristal,  par les barbares nationaux-socialistes. – La communauté juive de Vienne-    
 »
Devant l'emplacement de la synagogue détruite ont été érigées, suivant les plans de l'architecte Martin Kohlbauer, des colonnes blanches dont la hauteur symbolise la hauteur impressionnante du bâtiment d'origine. 

## Référence
- (de) Cet article est partiellement ou en totalité issu de l’article de Wikipédia en allemand intitulé « Leopoldstädter Tempel » (voir la liste des auteurs).

- (de) :  Pierre Genée: Wiener Synagogen 1826-1938. Vienne; 1987
- (en) :  Ivan Davidson Kalmar: Style mauresque: l'orientalisme, les Juifs et l'architecture des synagogues. In: Jewish Social Studies History Culture and Society (2001). 7, Nr. 3, 2001, S. 68

### Liens externes

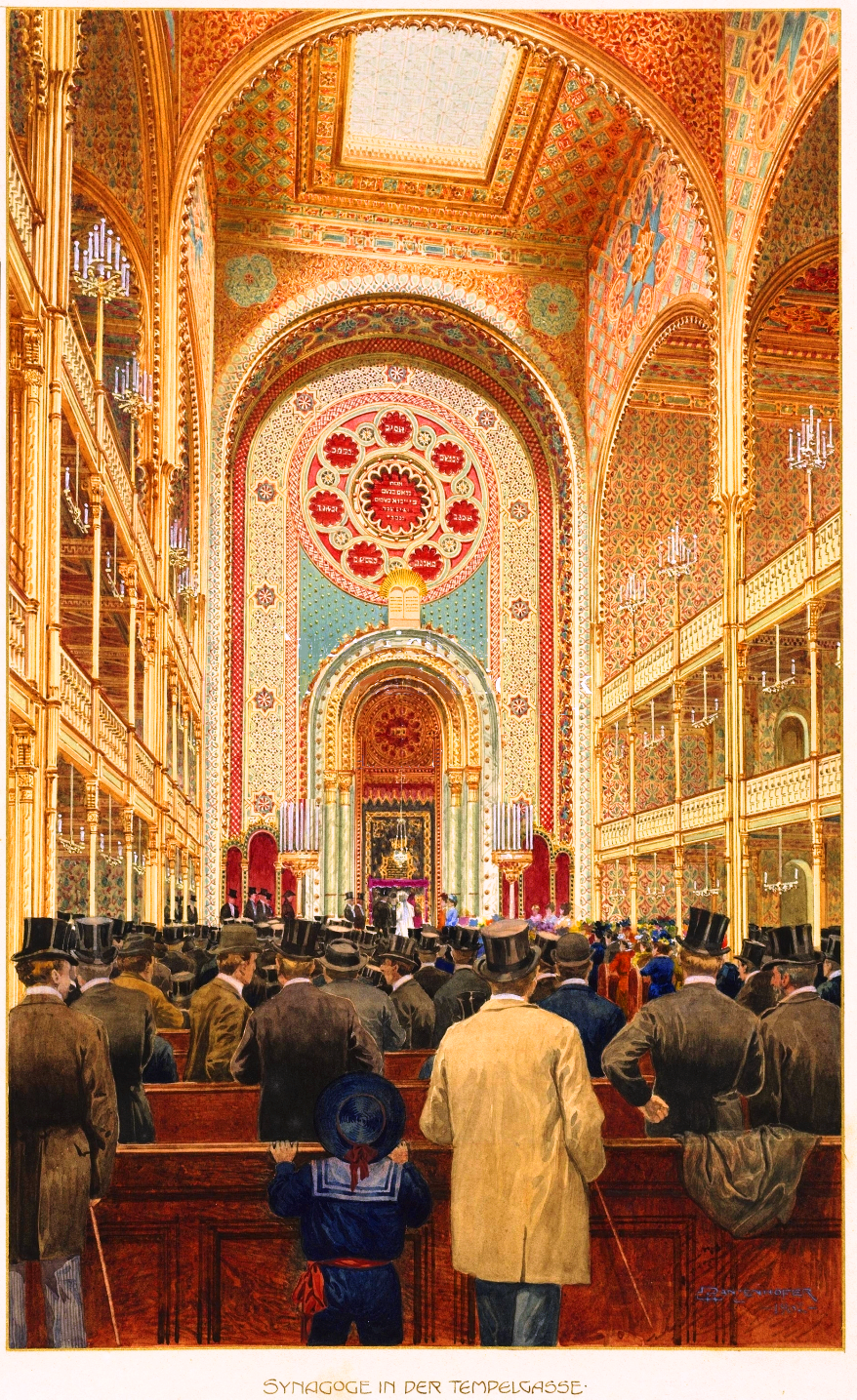
Intérieur de la synagogue d'après une aquarelle d'Emil Ranzenhofer.
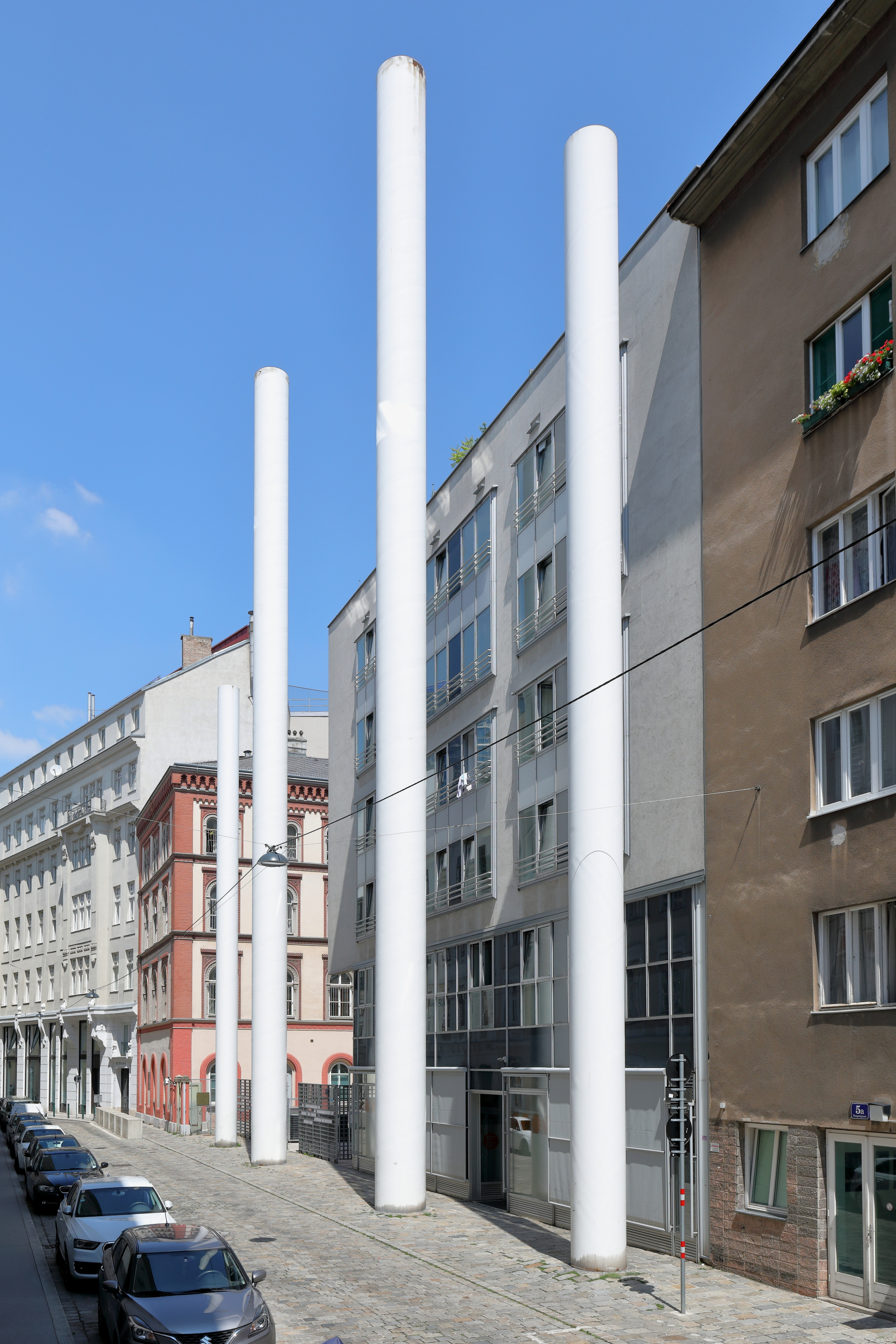
Les colonnes blanches symbolisant la synagogue détruite.
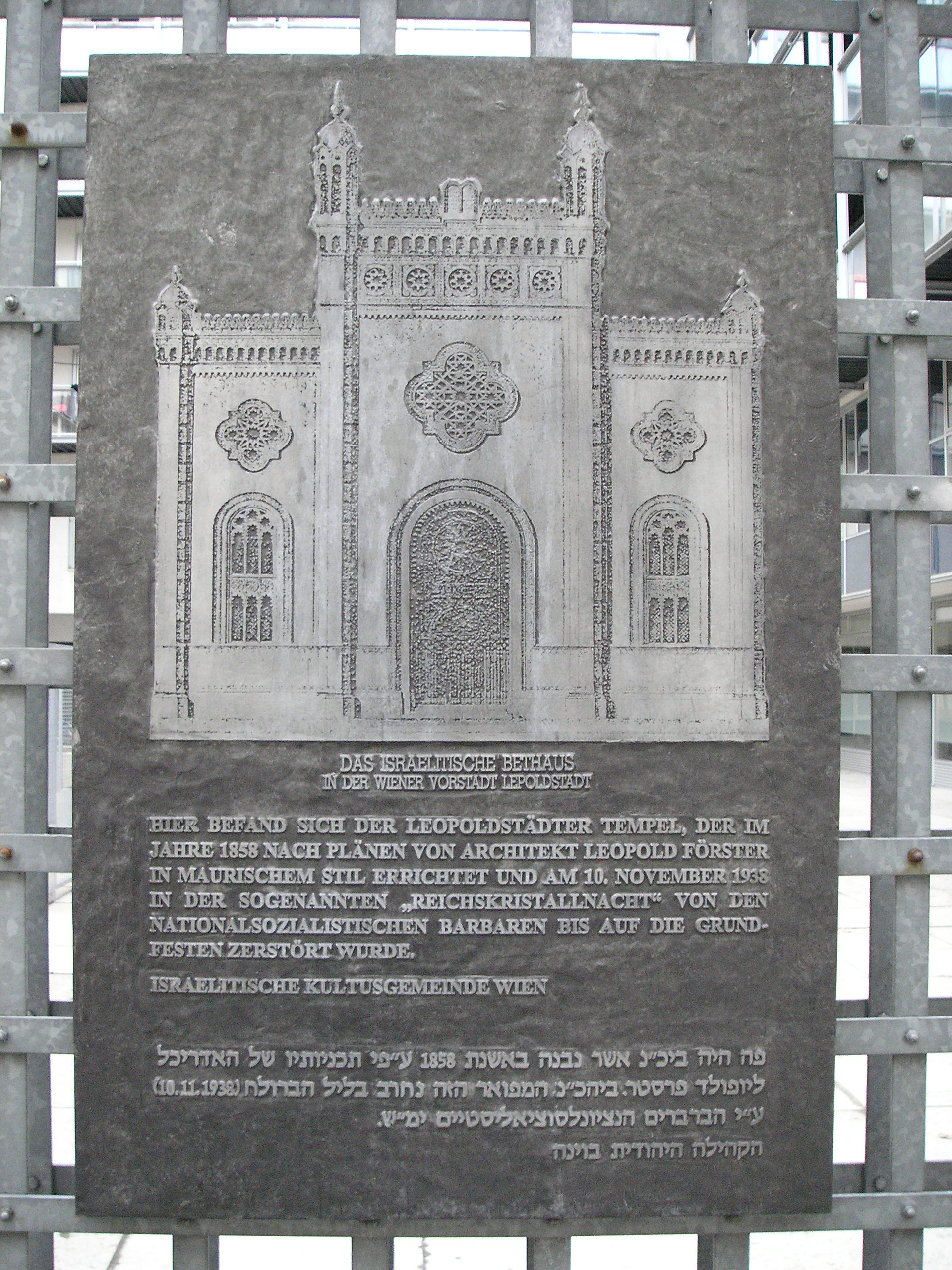
Plaque commémorative pour la synagogue détruite.